# Третье сражение при Комароме
Третье сражение при Комароме было частью войны за независимость Венгрии и произошло 11 июля 1849 года, через несколько дней после Второго сражения при Комароме. Генерал Дьёрдь Клапка командовал венгерской армией, потому что генерал Гёргей был ранен. Венгерская армия, сражавшаяся в течение шести часов, не смогла прорвать кольцо осады и была вынуждена отступить обратно к крепости Комаром.

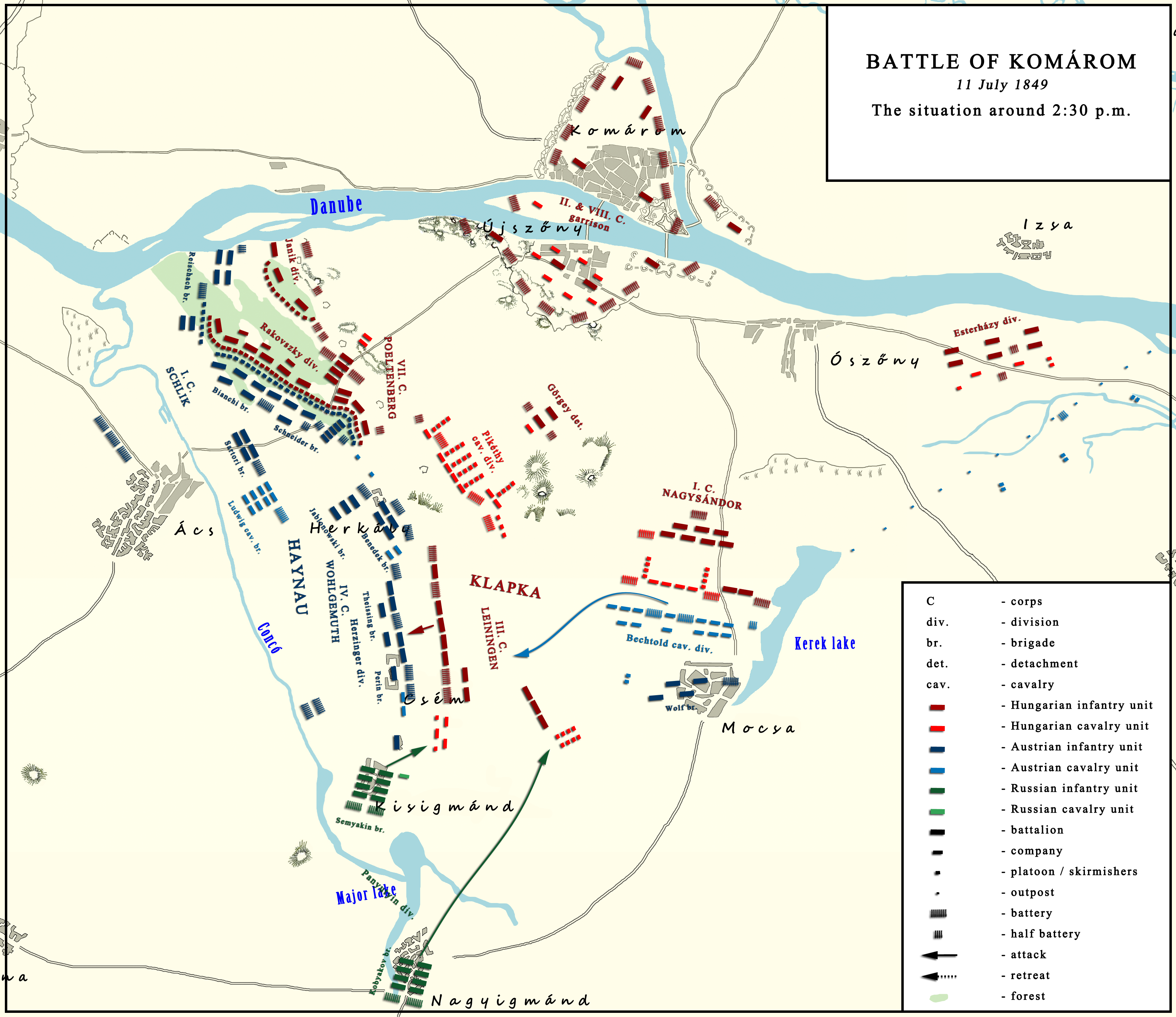
Карта-схема сражения. Ситуация в 14:30

На основании решения военного совета от 6 июля и новых указаний венгерского правительства от 11 июля целью третьего сражения при Комароме было прорвать кольцо осады. Из-за ранения Гёргея командование принял Клапка.
Венгерские войска были сконцентрированы для наступления южнее Комарома. Армия состояла из 58 пехотных батальонов и 68 гусарских эскадронов с 176 пушками, из них в сражении участвовали 47 батальонов и около 50 эскадронов общей численностью около 36 000 человек.
Имперцы под командованием Гайнау выставили 53 батальона, 49 эскадронов и 224 орудия, но из общего числа 54 000 человек из-за эпидемии холеры участвовали только 33 700 человек.
Из-за многих причин, в том числе дождя, венгры начали наступление только в 11 часов утра.
На правом фланге венгерские войска 7-го корпуса Эрнё Пёльтенберга после артобстрела прорвали рубежи обороны австрийского 1-го корпуса и выбили его на западную окраину Ачского леса к деревне Ач. Хотя его бригады была вытеснены из леса, Шлик приказал направить сюда подкрепления, и в дальнейшем австрийские солдаты продержались до конца дня, вступая в многочасовые кровопролитные рукопашные схватки с венграми. Ачский лес три раза переходил из рук в руки.
Гусарская кавалерия под командованием генерала Пикети успешно атаковала при Пуста Харкали, но не воспользовалась отходом австрийских войск. Вместо того, чтобы форсировать запланированный прорыв, Пикети начал непрерывный артиллерийский огонь по противнику и в дальнейшем не пытался ни наступать, ни поддерживать соседей.
На левом фланге, у деревни Моча, 1-й корпус Надьшандора также почти ничего не сделал и в течение сражения продолжал артиллерийскую дуэль с кавалерийской дивизией Бехтольда. Его гусары даже не смогли сломить австрийскую кавалерию, которая была в меньшинстве. 
В центре венгерского наступления, перед деревней Чем, вначале завязался ожесточенный артиллерийский бой между венгерским 3-м корпусом Кароля Лейнингена и 4-м австрийским Вольгемута, продолжавшийся в течение часа. Затем в середине дня Лейнинген, при поддержке артиллерии и ударом кавалерии на правый фланг Вольгемута вынудил последнего отступить к Чему. В создавшейся ситуации возможного прорыва австрийского центра [Гайнау призвал на помощь русскую дивизию Ф. С. Панютина, которая вышла на левый фланг корпуса Лейнингена. Обстреливаемый в течение часа батареями 4-го корпуса и атакованный дивизией Панютина, Лейнинген, не получивший поддержки со стороны 1-го корпуса или дивизии Пикети, начал отступление, вначале в полном порядке, но затем под артобстрелом с трех сторон переросшее в бегство.
После 16:00 австрийцы перешли во всеобщее наступление и оттеснили венгров с захваченных ими позиций. Сражение закончилось в 17:00 отходом венгерских войск за валы. Австрийские войска образовали полукруг перед южными фортами, оставаясь на разумном расстоянии от огня артиллерии фортов.
Третье сражение при Комароме стало самым кровопролитным сражением войны за независимость Венгрии, в котором австрийцы потеряли 800, а венгры 1500 человек.